# Chökyi Drönma
Chökyi Drönma (in tibetano: ཆོས་ཀྱི་སྒྲོན་མ།, traslitterazione Wylie: chos kyi sgron me; 1422 – 1455) è stata una principessa tibetana e leader buddhista, prima Samding Dorje Phagmo.
Era la principale consorte di Thang Tong Gyalpo, che la riconobbe come una reincarnazione di Machig Labdrön attraverso il lignaggio Vajravārāhī, e venne nominata prima Samding Dorje Phagmo.

## Biografia
Chökyi Drönma nacque nel 1422 come figlia di Thri Lhawang Gyaltsen, re del Mangyül Gungthang. Nel 1438 sposò un principe del regno tibetano meridionale di Lato per creare un'alleanza tra il Gungthang e il Lato. Nel 1440 nacque la sua prima figlia, che per suo volere crebbe seguendo l'istruzione dei principi buddhisti. Pochi anni dopo, tornò nel regno del Gungthang, per assistere ad un conflitto in corso: durante la sua assenza, la figlia morì. A seguito di questo evento, Drönma annunciò formalmente il suo desiderio di prendere i voti religiosi, cosa che la sua famiglia rifiutò.
Divenne studentessa e poi principale consorte di Thang Tong Gyalpo. Secondo quanto riferito da Gyalpo, egli la riconobbe come l'incarnazione di Machig Labdrön attraverso il lignaggio Vajravārāhī. Come parte integrante della sua relazione con Gyalpo, Drönma ricevette da lui gli insegnamenti completi della pratica del cuore (thugs sgrub), degli insegnamenti del tesoro da Trasang (bkra bzang gter kha) e del Chöd (insegnamenti di Ma gCig e del Mahāmudrā).
Ella divenne la prima Samding Dorje Phagmo, la Tulku femminile di rango più alto in Tibet e la terza leader buddista dopo il Dalai Lama e il Panchen Lama. In veste di Samding Dorje Phagmo, contribuì allo sviluppo dell'arte, dell'architettura e dell'ingegneria in Tibet. Fu spesso impegnata nell'istruzione delle donne, nella creazione di conventi buddhisti e di danze religiose femminili. Drönma era una figura di spicco nella tradizione tibetana del Bodongpa.
Morì al monastero Manmogang di Tsari, vicino al confine con l'India, nel 1455.